# Fiesta de Opet
| V28 | D58 | N5 · W3 | F35 | I9 · D21 | S3 | M17 | Q3 · X1 | O45 · O1 |

| V28 | D58 | N5 · W3 | F35 | I9 · D21 | S3 | M17 | Q3 · X1 | O45 · O1 |

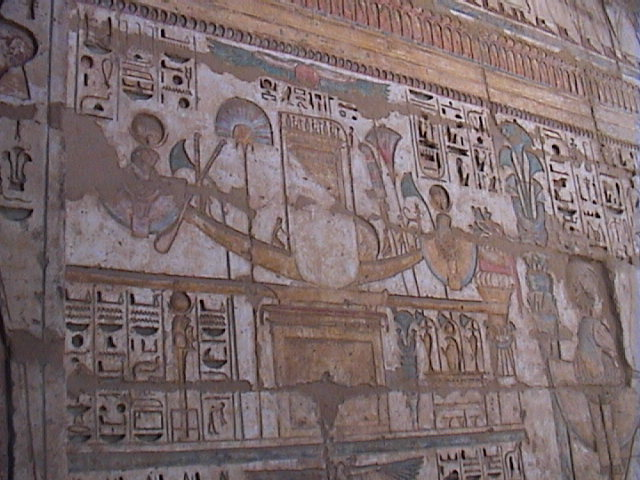
Barca sagrada de Jonsu.

La hermosa fiesta de Opet (heb nefer en Ipet) o Fiesta de Opet, era la que durante el curso de la misma, los dioses Amón-Ra de Karnak, acompañado de su esposa Mut y su hijo Jonsu, visitaban a Amón-Min de Luxor. Su propósito principal era reafirmar los estrechos lazos existentes entre Amón-Ra y el rey, la "encarnación viviente de Horus sobre la tierra". Se celebraba todos los años en el mes de Paofi, segundo mes de la inundación del Nilo (Ajet). 
Atestiguada desde el reinado de Hatshepsut, se mantuvo hasta la dinastía XXV de Egipto. En su origen, las fiestas duraban 11 días, pues en la dinastía XVIII comenzaba el día 15 hasta el regreso el día 26, pero con el tiempo, en época ramésida, llegaron a durar 24 días y más tarde, 27. 
En la columnata de Amenhotep III en Luxor, se conserva una excepcional colección de bajorrelieves, de unos veintiséis metros de largo, que datan de los reinados de Tutanjamón y Seti I, y se ilustra el desplazamiento de las divinidades, y las ceremonias y fiestas que tienen lugar a lo largo de la ruta, lo que ha permitido hacerse una clara idea de lo que fue. 
El punto de partida de la procesión era el templo de Karnak, donde el rey, "señor de hacer las cosas", oficiaba él mismo el culto y los rituales propios del momento. Luego, los "sacerdotes puros" o "sacerdotes Uab", que llevaban su cabeza afeitada, transportaban sobre sus hombros las tres barcas sagradas (el rey también tenía derecho a ser transportado en una cuarta barca) al Nilo, mientras que danzantes, cantantes, acróbatas y músicos animaban la fiesta a la población local y a los soldados que se apiñaban a lo largo de la vía procesional, bordeada de estatuas de esfinges. Al llegar a la orilla del Nilo, estas barcas procesionales con las estatuas divinas, se colocaban en barcos fluviales, incluida la más grande, la Userhat ("proa poderosa") de Amón, "un verdadero cedro del Líbano", que medía unos setenta metros. El casco de la Userhat estaba chapado en oro, con relieves que representaban al rey cuando oficiaba ante el dios. La cabeza de carnero de Amón, adornada con collares y pectorales, adornaba la proa y la popa. Después que las deidades hubiesen embarcado, la flota sagrada era remolcada a Luxor, a contra corriente, por los encargados de su transporte y equipos de marineros que eran alentados por himnos y el sonido de sistros, tambores y laúdes, seguidos por otras embarcaciones de peregrinos y fieles a lo largo de las orillas que, al final, se reunían en el muelle.
Cuando los barcos atracaban finalmente en Luxor, las barcas sagradas eran desembarcadas, con mucha precaución y cruzaban el recinto sagrado de la Opet del sur. Los sacerdotes las depositaban en la capilla "reposadera" para que las "imágenes vivientes de los dioses" pudiesen ser revigorizadas por ofrendas de agua cristalina, frutas, carne, flores frescas e incienso, "todas las cosas buenas y puras". Una vez realizados estos solemnes rituales, el cortejo divino entraba en la columnata de Amenhotep III, a través del patio solar y penetraba en la oscuridad del santuario donde el rey daba la bienvenida, rodeado por sus más altos dignatarios.
Las ceremonias que tenían lugar en el interior del sancta sanctorum, lejos de las multitudes, nos son en gran parte, desconocidos. Es probable que el rey, en un diálogo místico con su padre Amón-Ra, hubiese practicado con la imagen divina el ritual de la "apertura de la boca": toca la estatua cultual con la azuela sagrada y, por tanto, repite la gestualidad realizada por el sacerdote durante el "dar a luz" (mswt) de la divinidad en la "Casa de los orfebres" (taller de escultores). Para este ritual, que se acompañaba de ofrendas y conjuros, el faraón transmitía mágicamente a Amón-Ra la energía vital de Amón-Min. Este milagro transfiguraba el mismo ka real, por reciprocidad, y la naturaleza divina del príncipe se reafirmaba. Cuando el faraón emergía del "lugar de su justificación donde ha vuelto rejuvenecido" y se ofrece al reconocimiento de la multitud reunida en el patio solar, "la metamorfosis visible para todos", atestigua su legitimidad de derecho divino: es volver a ser lo que fue en sus inicios, el "dios perfecto" en el trono de Horus, el "primero entre los kas vivientes".
Cuando se tenía que volver, finalmente, a Karnak, el recorrido se hacía, prácticamente idéntico,  a la inversa, pero se sacrificaban entonces bueyes astados adornados con flores. 

## Pervivencia
Hoy en día, existe una supervivencia de la fiesta de Opet en la fiesta musulmana de Abu Haggag que se celebra todos los años en Luxor. Estas fiestas culminan con un desfile de barcos pequeños que surcan en procesión alrededor del recinto del Templo de Luxor.